# アクワイアリング・ザ・テイスト
『アクワイアリング・ザ・テイスト』（Acquiring the Taste）は、イギリスのプログレッシブ・ロック・バンド、ジェントル・ジャイアントが1971年に発表した2作目のスタジオ・アルバム。

## 背景
前作『ジェントル・ジャイアント』（1970年）に引き続きトニー・ヴィスコンティがプロデューサーを務め、ヴィスコンティは本作では楽器演奏でも参加した。オリジナルLPは見開きジャケットとなっており、一部だけを見ると尻を舐めているように見えるが、実際には桃を舐めているデザインである。なお、当初は桃でなく牡蠣を舐める図柄（クンニリングスのようにも見える）にする案もあったという。

## 評価
Bruce Ederはオールミュージックにおいて5点満点中4.5点を付け「ハードロックとグレゴリオ聖歌の要素を自由奔放に混ぜ合わせて、全編にわたり十分に驚くべき内容となっている」と評している。一方、本作のジャケットはピッチフォークが選出した「史上最悪のレコード・カヴァー」の一つに挙げられ「示唆的にしてみたつもりなのだろうか? 露骨に肛門接吻でよだれを垂らしている図柄ではないのか?」と評されている。

## 収録曲
全曲ともデレク・シャルマン、レイ・シャルマン、フィル・シャルマン、ケリー・ミネアの共作。
1. パンタグリュエルズ・ネイティヴィティ - "Pantagruel's Nativity" - 6:53
2. エッジ・オブ・トワイライト - "Edge of Twilight" - 3:51
3. ザ・ハウス、ザ・ストリート、ザ・ルーム - "The House, the Street, the Room" - 6:05
4. アクワイアリング・ザ・テイスト - "Acquiring the Taste" - 1:39
5. レック - "Wreck" - 4:40
6. ザ・ムーン・イズ・ダウン - "The Moon Is Down" - 4:48
7. ブラック・キャット - "Black Cat" - 3:54
8. プレイン・トゥルース - "Plain Truth" - 7:36

## 参加ミュージシャン
- デレク・シャルマン - リード・ボーカル、バッキング・ボーカル、クラヴィコード、サクソフォーン、カウベル
- ケリー・ミネア - リード・ボーカル(on #1)、ピアノ、エレクトリックピアノ、オルガン、メロトロン、モーグ・シンセサイザー、ハープシコード、チェレスタ、クラヴィコード、チェロ、ヴィブラフォン、シロフォン、ティンパニ、タンブリン、マラカス、ストリングス・アレンジ
- ゲイリー・グリーン - ギター、12弦ギター、ベース
- レイ・シャルマン - ベース、ヴァイオリン、ヴィオラ、12弦ギター、オルガン、タンブリン、ボーカル
- マーティン・スミス - ドラムス、タンブリン
- フィル・シャルマン - リード・ボーカル(on #5, #7)、サクソフォーン、クラリネット、トランペット、ピアノ、マラカス

アディショナル・ミュージシャン
- ポール・コッシュ - トランペット、オルガン
- トニー・ヴィスコンティ - リコーダー、バスドラム、トライアングル
- クリス・トーマス - モーグ・プログラミング